# Thomas Twisleton (13e baron Saye et Sele)
Le major-général Thomas Twisleton, 13e baron Saye et Sele (v. 1735 - 1er juillet 1788) est un officier de l'armée britannique.

## Carrière militaire
Il est le fils de John Twistleton (décédé en 1763) de Broughton Castle, Oxfordshire, et de son épouse Anne Gardner . Il achète une commission dans les gardes écossais en 1754, devenant capitaine en 1758 .
Il participe à la campagne ouest-allemande pendant la guerre de Sept Ans et est présent à la bataille de Wilhelmsthal en 1762. Il sert lors de la Guerre d'indépendance des États-Unis et est promu colonel en 1777. En 1780, il supervise la défense de la Banque d'Angleterre lors des émeutes de Gordon et est chargé d'aider à rétablir l'ordre à Londres .
En 1781, Twisleton réussit à faire aboutir sa prétention à la baronnie Saye et Sele et prend son siège à la Chambre des lords le 29 juin de la même année . En tant que Lord Saye et Sele, il est devenu colonel du 9th (East Norfolk) Regiment of Foot en 1782 et occupe ce poste jusqu'à sa mort prématurée en 1788. Il est promu major général en 1782.

## Famille
Twisleton épouse en 1767 Elizabeth Turner, la fille aînée de Sir Edward Turner (2e baronnet) et de son épouse Cassandra Leigh. Ils ont: 
- Gregory William
- Thomas Twisleton (en)
- Julia Judith (décédée en 1843), qui épouse en 1786 James Henry Leigh [5]
- Mary Cassandra (décédée en 1843), épouse d'abord Edward Jervis Ricketts, et après la dissolution de ce mariage, Richard Charles Head Graves, fils de Richard Graves (en) [6]